# Der kom en dag
Pour plus de détails, voir Fiche technique et Distribution.
Der kom en dag (littéralement « il est venu un jour ») est un film danois réalisé par Sven Methling, sorti en 1955.

## Synopsis
Durant la Seconde Guerre mondiale, pendant l'Occupation, un vendeur de cigares mène une vie paisible à Copenhague.

## Fiche technique
- Titre : Der kom en dag
- Réalisation : Sven Methling
- Scénario : John Olsen et Flemming B. Muus d'après son roman
- Musique : Sven Gyldmark
- Photographie : Aage Wiltrup
- Montage : Anker Sørensen
- Production : Poul Bang et John Olsen
- Société de production : Saga Studio
- Pays de production :  Danemark
- Genre : Drame et guerre
- Durée : 102 minutes
- Date de sortie : 
  - Danemark : 17 février 1955

## Distribution
- John Wittig : Henning Pil
- Astrid Villaume : Eva Brink
- Svend Methling : Provst Brink
- Kjeld Jacobsen : Knud Tømrer
- Karl Striebeck : le Standartenführer Funcker
- Louis Miehe-Renard : Hans Ingerslev
- Kate Mundt : Inga Ingerslev
- Jakob Nielsen : Hansen
- Inger Lassen : Anna
- Gabriel Axel : Stenert

## Distinctions
Le film a reçu le Bodil du meilleur film danosi ex aequo avec La Parole de Carl Theodor Dreyer.